# Julia von Sell
Julia von Sell (* 1956 in Berlin) ist eine deutsche Schauspielerin, Theaterregisseurin, Hörspielsprecherin und Schauspieldozentin.

## Leben
Julia von Sell wurde als Tochter des WDR- und ORB-Intendanten Friedrich-Wilhelm von Sell geboren. Sie wuchs in der Nähe von Köln auf, wo sie auch die Schule besuchte. Von 1977 bis 1980 ließ sie sich an der Folkwang Universität der Künste in Essen zur Schauspielerin ausbilden. Sie spielte danach zunächst am dortigen Grillo-Theater und am Staatstheater Kassel, ehe sie 1981 ihr erstes Engagement am Schauspielhaus Bochum erhielt. 1986 wechselte sie gemeinsam mit Claus Peymann an das Wiener Burgtheater, an dem sie bis 1999 spielte. Auch danach war von Sell weiterhin auf österreichischen Bühnen zu sehen: am Theater in der Josefstadt, am Landestheater Linz, am Landestheater Niederösterreich und bei den Festspielen Reichenau.
Julia von Sell arbeitet auch als Regisseurin und inszenierte unter anderem am Landestheater Linz und am Nationaltheater Weimar. Für ihre dortige Inszenierung von Johann Wolfgang von Goethes Faust I wurde sie 2001 gemeinsam mit Karsten Wiegand mit dem Bayerischen Theaterpreis ausgezeichnet.
Gelegentlich steht von Sell auch vor der Kamera oder wirkt im Hörfunk. 2018 bearbeitete sie das Theaterstück Baal von Bertolt Brecht für eine Produktion des MDR, in der Thomas Thieme sämtliche Rollen sprach.
Als Dozentin lehrte von Sell zwischen 2006 und 2016 an der Linzer Anton Bruckner Privatuniversität und von 2012 bis 2018 an der Hochschule für Musik und Theater „Felix Mendelssohn Bartholdy“ Leipzig.
Julia von Sell lebt in Berlin.

## Theaterrollen (Auswahl)
- Marie in Clavigo von Johann Wolfgang von Goethe – Regie: Thomas Langhoff, Schauspielhaus Bochum
- Recha in Nathan der Weise von Gotthold Ephraim Lessing – Regie: Claus Peymann, Schauspielhaus Bochum
- Natella Abas in Der kaukasische Kreidekreis von Bertolt Brecht – Regie: Ruth Berghaus, Burgtheater Wien
- Prothoe in Penthesilea von Heinrich von Kleist – Regie: Ruth Berghaus, Burgtheater Wien
- Elisabeth Proctor in Hexenjagd von Arthur Miller – Regie: Karin Henkel, Burgtheater Wien
- Die Frau in Ein Sportstück von Elfriede Jelinek – Regie: Einar Schleef, Burgtheater Wien
- Olga in Drei Schwestern von Anton Tschechow – Regie: Leander Haußmann, Burgtheater Wien
- Lena in Leonce und Lena von Georg Büchner – Regie: Claus Peymann, Burgtheater Wien
- Gräfin in Der tolle Tag oder Figaros Hochzeit von Pierre Augustin Caron de Beaumarchais – Regie: Janusz Kica, Theater in der Josefstadt
- Martha in Wer hat Angst vor Virginia Woolf? von Edward Albee – Regie: Peter Wittenberg, Landestheater Linz
- Madame Pernelle in Tartuffe von Molière – Regie: Róbert Alföldi, Landestheater Niederösterreich
- Aline Solness in Baumeister Solness von Henrik Ibsen – Regie: Joseph Lorenz, Festspiele Reichenau

## Filmografie
- 1982: Hohn der Angst
- 1990: Anna und Anna
- 1993: Der Fall Lucona
- 1999: Die Wache – Die Hure Babylon
- 2001: Die Gottesanbeterin
- 2012: Gestern waren wir Fremde
- 2020: SOKO Wismar – Das Leben ist kein Ponyhof

## Hörspiele
- 1982: Thomas Bernhard: Am Ziel – Regie: Claus Peymann – WDR
- 1995: Jostein Gaarder: Sofies Welt – Regie: Hartmut Kirste – SWF/MDR
- 1996: Wilhelm Genazino: Die Segel morgens, die Segel abends – Regie: Ulrich Lampen – SWF
- 1997: Elinor Rigby: Eine Amerikanerin in Paris – Regie: Götz Fritsch – BR/ORF
- 2018: Bertolt Brecht: Baal – Regie: Matthias Thalheim – MDR